# Lijst van partijleiders van de SP
De partijleider van de Socialistische Partij (SP) is tijdens de Tweede Kamerverkiezingen de lijsttrekker. De partijleider bekleedt ook de functie van fractievoorzitter in de Tweede Kamer. De eerste (onofficiële) partijleider was mede-oprichter Daan Monjé. Mede-oprichter en partijvoorzitter Hans van Hooft sr. werd in de beginjaren naar buiten gepresenteerd als het boegbeeld van de partij maar intern was het Monjé die de drijvende kracht was en de koers bepaalde.

## Partijleiders
| Partijleiders                               | Partijleiders               | Partijleiders                      | Termijn                            | Leeftijd | Functie(s) als leider / Overige functie(s)                                                           | Functie(s) als leider / Overige functie(s)                                                                                  | Lijsttrekker                  |
| ------------------------------------------- | --------------------------- | ---------------------------------- | ---------------------------------- | -------- | --- | --- | ----------------------------- |
|                                             | D. (Daan) Monjé             | D. (Daan) Monjé (1925–1986)        | 22 oktober 1971 – 1 oktober 1986   | 45–60    | | | R.J.L. (Remi) Poppe 1977      |
|                                             |                             | H. (Hans) van Hooft sr. (1941)     | 1 oktober 1986 – 20 mei 1988       | 44–46    | Partijvoorzitter (1971–1988)                                                                         | | 1981 1982 1986                |
|                                             | J.G.Ch.A. (Jan) Marijnissen | J.G.Ch.A. (Jan) Marijnissen (1952) | 20 mei 1988 – 20 juni 2008         | 35–55    | Partijvoorzitter (1988–2015) Lid Tweede Kamer (1994–2010) Fractievoorzitter Tweede Kamer (1994–2008) | | 1989 1994 1998 2002 2003 2006 |
|                                             | A.C. (Agnes) Kant           | dr. A.C. (Agnes) Kant (1967)       | 20 juni 2008 – 5 maart 2010        | 41–43    | Lid Tweede Kamer (1998–2010) Fractievoorzitter Tweede Kamer (2008–2010)                              | |                               |
|                                             | E.G.M. (Emile) Roemer       | E.G.M. (Emile) Roemer (1962)       | 5 maart 2010 – 13 december 2017    | 47–55    | Lid Tweede Kamer (2006–2018) Fractievoorzitter Tweede Kamer (2010–2017)                              | Burgemeester van Heerlen (2018–2020) Burgemeester van Alkmaar (2020–2021) Commissaris van de Koning in Limburg (sinds 2021) | 2010 2012 2017                |
|                                             | L.M.C. (Lilian) Marijnissen | L.M.C. (Lilian) Marijnissen (1985) | 13 december 2017 – 9 december 2023 | 32–38    | Lid Tweede Kamer (2017–2023) Fractievoorzitter Tweede Kamer (2017–2023)                              | | 2021 2023                     |
| Vacant (9 december 2023 – 13 december 2023) |                             |                                    |                                    |          | | |                               |
|                                             | J.P. (Jimmy) Dijk           | J.P. (Jimmy) Dijk (1985)           | 13 december 2023 – heden           | 38–heden | Lid Tweede Kamer (sinds 2023) Fractievoorzitter Tweede Kamer (sinds 2023)                            | |                               |